# African Championship of Nations 2022 (kwalificatie)
De kwalificatie voor de African Championship of Nations 2022 werd gehouden in 2022. Het toernooi bepaalde welke landen mogen deelnemen aan het toernooi dat wordt gehouden van 8 tot en met 31 januari 2023 in Algerije. De kwalificatie werd verdeeld over zones. Uit iedere zone kwalificeerden drie landen zich voor het eindtoernooi. 

## Data
| Ronde        | Wedstrijddag     | Datums              |
| ------------ | ---------------- | ------------------- |
| Eerste ronde | Eerste wedstrijd | 22–24 juli 2022     |
| Eerste ronde | Tweede wedstrijd | 29–31 juli 2022     |
| Tweede ronde | Eerste wedstrijd | 26–28 augustus 2022 |
| Tweede ronde | Tweede wedstrijd | 2–4 september 2022  |

## Deelnemende landen
De loting voor de kwalificatie vond plaats op 26 mei 2022 om 13:00 in Cairo, Egypte.
| Zone               | Aantal deelnemende landen | Aantal beschikbare plekken  | Deelnemende landen |
| ------------------ | ------------------------- | --------------------------- | --- |
| Zone Noord         | 3 landen                  | 2 plekken (+1 als gastland) | - Algerije (gastland) - Libië - Marokko |
| Zone West A        | 9 landen                  | 3 plekken                   | - Guinee - Mauritanië - Mali - Guinee-Bissau - Kaapverdië - Liberia - Senegal - Gambia - Sierra Leone                                             |
| Zone West B        | 7 landen                  | 3 plekken                   | - Burkina Faso - Nigeria - Niger - Ivoorkust - Togo - Benin - Ghana                                                                               |
| Centrale Zone      | 6 landen                  | 3 plekken                   | - Kameroen - Congo-Brazzaville - Congo-Kinshasa - Equatoriaal-Guinea - Tsjaad - Centraal-Afrikaanse Republiek                                     |
| Oost-Centrale Zone | 9 landen                  | 3 plekken                   | - Rwanda - Oeganda - Soedan - Tanzania - Ethiopië - Burundi - Zuid-Soedan - Djibouti - Somalië                                                    |
| Zuid Zone          | 13 landen                 | 3 plekken                   | - Zambia - Namibië - Angola - Zimbabwe - Madagaskar - Swaziland - Zuid-Afrika - Mozambique - Comoren - Mauritius - Botswana - Malawi - Seychellen |
| Totaal             | 47 plekken                | 18 teams                    | |

## Zones

### Zone Noord
Er zijn 3 landen die willen meedoen aan dit toernooi. Algerije is automatisch gekwalificeerd, omdat dit land gastland is. Er zijn daarnaast nog twee beschikbare plaatsen. Omdat er verder nog twee deelnemende landen zijn, zullen de drie landen allemaal meedoen aan het hoofdtoernooi.
| Zone              | Plaatsen                    | Deelnemende landen                      | Gekwalificeerde landen                                              |
| ----------------- | --------------------------- | --------------------------------------- | ------------------------------------------------------------------- |
| Zone Noord (UNAF) | 2 plekken (+1 als gastland) | - Algerije (gastland) - Libië - Marokko | - Algerije (gastland) - Libië (automatisch) - Marokko (automatisch) |

### Zone West A
Er zijn in deze zone 9 deelnemende landen. Ze zijn ingedeeld in twee levels (I en II). In de eerste ronde spelen de zes landen uit level II tegen elkaar. Dat betekent dat drie landen daarvan naar de tweede ronde gaan. In de tweede ronde spelen weer 6 landen. De winnaar uit de eerste ronde en de drie landen die instromen in level I.
| Zone               | Plaatsen  | Deelnemende landen           | Deelnemende landen                                                       | Gekwalificeerde landen        |
| ------------------ | --------- | ---------------------------- | ------------------------------------------------------------------------ | ----------------------------- |
| Zone West A (WAFU) | 3 plekken | Level I                      | Level II                                                                 | - Senegal - Mali - Mauritanië |
| Zone West A (WAFU) | 3 plekken | - Guinee - Mauritanië - Mali | - Guinee-Bissau - Kaapverdië - Liberia - Senegal - Gambia - Sierra Leone | - Senegal - Mali - Mauritanië |

#### Eerste ronde
|                                 |         |                                |         |                                             |
| 24 juli 2022 «onderlinge duels» | Liberia | 0–3                            | Senegal | Samuel Kanyon Doe Sportcomplex, Paynesville |
| 24 juli 2022 «onderlinge duels» |         | 15' Sambou 31' Ndour 34' Diouf |         | Samuel Kanyon Doe Sportcomplex, Paynesville |

|                                 |           |     |                           |                       |
| 30 juli 2022 «onderlinge duels» | Senegal   | 1–2 | Liberia                   | Stade Abdoulaye Wade, |
| 30 juli 2022 «onderlinge duels» | Ndour 35' |     | Kromah 88' (pen.) Andrews | Stade Abdoulaye Wade, |

Senegal plaatst zich voor de tweede ronde.
|                                 |                 |     |            |                               |
| 24 juli 2022 «onderlinge duels» | Sierra Leone    | 2–0 | Kaapverdië | Stade de Marrakech, Marrakesh |
| 24 juli 2022 «onderlinge duels» | Conteh 15', 65' |     |            | Stade de Marrakech, Marrakesh |

|                                 |                          |     |              |                               |
| 27 juli 2022 «onderlinge duels» | Kaapverdië               | 2–1 | Sierra Leone | Stade de Marrakech, Marrakesh |
| 27 juli 2022 «onderlinge duels» | Kelton 84' Gielson 90+1' |     | 39' Barrie   | Stade de Marrakech, Marrakesh |

Sierra Leone plaatst zich voor de tweede ronde.
|                                 |           |     |               |                               |
| 23 juli 2022 «onderlinge duels» | Gambia    | 1–0 | Guinee-Bissau | Stade de Marrakech, Marrakesh |
| 23 juli 2022 «onderlinge duels» | Barry 45' |     |               | Stade de Marrakech, Marrakesh |

|                                 |               |     |        |                               |
| 27 juli 2022 «onderlinge duels» | Guinee-Bissau | 1–0 | Gambia | Stade de Marrakech, Marrakesh |
| 27 juli 2022 «onderlinge duels» | Cande 86'     |     |        | Stade de Marrakech, Marrakesh |
| 27 juli 2022 «onderlinge duels» | Strafschoppen |     |        | Stade de Marrakech, Marrakesh |
| 27 juli 2022 «onderlinge duels» | 5–3           |     |        | Stade de Marrakech, Marrakesh |

Guinee-Bissau plaatst zich voor de tweede ronde.

#### Tweede ronde
|                                     |            |     |        |  |
| 27 augustus 2022 «onderlinge duels» | Senegal    | 1–0 | Guinee |  |
| 27 augustus 2022 «onderlinge duels» | Diagne 59' |     |        |  |

|                                     |               |                  |         |  |
| 2 september 2022 «onderlinge duels» | Guinee        | 1–0              | Senegal |  |
| 2 september 2022 «onderlinge duels» |               | 2' Ousmane Dramé |         |  |
| 2 september 2022 «onderlinge duels» | Strafschoppen |                  |         |  |
| 2 september 2022 «onderlinge duels» | 3–5           |                  |         |  |

Senegal plaatst zich voor het hoofdtoernooi.
|                                     |              |     |                            |  |
| 27 augustus 2022 «onderlinge duels» | Sierra Leone | 1–2 | Mali                       |  |
| 27 augustus 2022 «onderlinge duels» | Kamara 90+1' |     | 23' Sinayoko 47' Kamissoko |  |

|                                     |                         |     |              |  |
| 3 september 2022 «onderlinge duels» | Mali                    | 2–0 | Sierra Leone |  |
| 3 september 2022 «onderlinge duels» | Samabaly 35' Samaké 60' |     |              |  |

Mali plaatst zich voor het hoofdtoernooi.
|                                     |               |                     |            |  |
| 29 augustus 2022 «onderlinge duels» | Guinee-Bissau | 0–1                 | Mauritanië |  |
| 29 augustus 2022 «onderlinge duels» |               | 24' (pen.) Mouhsine |            |  |

|                                     |            |     |               |  |
| 2 september 2022 «onderlinge duels» | Mauritanië | 1–0 | Guinee-Bissau |  |
| 2 september 2022 «onderlinge duels» |            |     |               |  |

Mauritanië plaatst zich voor het hoofdtoernooi.

### Zone West B
Er zijn in deze zone 7 deelnemende landen. Ze zijn ingedeeld in drie levels (I, II en III). In de eerste ronde spelen de twee landen uit level III tegen elkaar. De winnaar stroomt door naar de tweede ronde. In de tweede ronde zal de winnaar uit de eerste ronde spelen tegen een land uit level II.
| Zone               | Plaatsen  | Deelnemende landen               | Deelnemende landen | Deelnemende landen | Gekwalificeerde landen      |
| ------------------ | --------- | -------------------------------- | ------------------ | ------------------ | --------------------------- |
| Zone West B (WAFU) | 3 plekken | Level I                          | Level II           | Level III          | - Ivoorkust - Niger - Ghana |
| Zone West B (WAFU) | 3 plekken | - Burkina Faso - Nigeria - Niger | - Ivoorkust - Togo | - Benin - Ghana    | - Ivoorkust - Niger - Ghana |

#### Eerste ronde
|                                 |                                    |     |       |                                     |
| 24 juli 2022 «onderlinge duels» | Ghana                              | 3–0 | Benin | Cape Coast Sportstadion, Cape Coast |
| 24 juli 2022 «onderlinge duels» | Afriyie 25' Alhassan 49' Awako 80' |     |       | Cape Coast Sportstadion, Cape Coast |

|                                 |       |             |       |                            |
| 30 juli 2022 «onderlinge duels» | Benin | 0–1         | Ghana | Stade de l'Amitié, Cotonou |
| 30 juli 2022 «onderlinge duels» |       | 81' Afriyie |       | Stade de l'Amitié, Cotonou |

Ghana plaatst zich voor de tweede ronde.

#### Tweede ronde
|                                     |           |     |              |  |
| 27 augustus 2022 «onderlinge duels» | Ivoorkust | 0–0 | Burkina Faso |  |
| 27 augustus 2022 «onderlinge duels» |           |     |              |  |

|                                     |               |     |           |  |
| 4 september 2022 «onderlinge duels» | Burkina Faso  | 0–0 | Ivoorkust |  |
| 4 september 2022 «onderlinge duels» |               |     |           |  |
| 4 september 2022 «onderlinge duels» | Strafschoppen |     |           |  |
| 4 september 2022 «onderlinge duels» | 3–5           |     |           |  |

Ivoorkust plaatst zich voor het hoofdtoernooi.
|                                     |           |     |       |  |
| 28 augustus 2022 «onderlinge duels» | Togo      | 1–0 | Niger |  |
| 28 augustus 2022 «onderlinge duels» | Agoro 56' |     |       |  |

|                                     |                                              |     |           |  |
| 3 september 2022 «onderlinge duels» | Niger                                        | 3–1 | Togo      |  |
| 3 september 2022 «onderlinge duels» | Haïnikoye 45+3' Garba 77' Mossi 90+4' (pen.) |     | 49' Akoro |  |

Niger plaatst zich voor het hoofdtoernooi.
|                                     |                       |     |         |  |
| 28 augustus 2022 «onderlinge duels» | Ghana                 | 2–0 | Nigeria |  |
| 28 augustus 2022 «onderlinge duels» | Afriyie 49' Suraj 86' |     |         |  |

|                                     |                                |     |       |  |
| 3 september 2022 «onderlinge duels» | Nigeria                        | 2–0 | Ghana |  |
| 3 september 2022 «onderlinge duels» | Rabiu 76' Akuneto 90+4' (pen.) |     |       |  |
| 3 september 2022 «onderlinge duels» | Strafschoppen                  |     |       |  |
| 3 september 2022 «onderlinge duels» | 4–5                            |     |       |  |

Ghana plaatst zich voor het hoofdtoernooi.

### Centrale Zone
Er zijn in deze zone 6 deelnemende landen. Ze zijn ingedeeld in twee levels (I en II). Een land uit level I loot tegen een land uit level II. De winnaars zullen zich kwalificeren voor het hoofdtoernooi.
| Zone                   | Plaatsen  | Deelnemende landen                              | Deelnemende landen                                            | Gekwalificeerde landen                          |
| ---------------------- | --------- | ----------------------------------------------- | ------------------------------------------------------------- | ----------------------------------------------- |
| Central Zone (UNIFFAC) | 3 plekken | Level I                                         | Level II                                                      | - Kameroen - Congo-Brazzaville - Congo-Kinshasa |
| Central Zone (UNIFFAC) | 3 plekken | - Kameroen - Congo-Brazzaville - Congo-Kinshasa | - Equatoriaal-Guinea - Tsjaad - Centraal-Afrikaanse Republiek | - Kameroen - Congo-Brazzaville - Congo-Kinshasa |

#### Wedstrijden
|                                     |                               |     |                     |  |
| 28 augustus 2022 «onderlinge duels» | Centraal-Afrikaanse Republiek | 2–1 | Congo-Brazzaville   |  |
| 28 augustus 2022 «onderlinge duels» | Toropité 7' Mokonou 33'       |     | 44' (pen.) Bidimbou |  |

|                                     |                     |     |                               |  |
| 4 september 2022 «onderlinge duels» | Congo-Brazzaville   | 1–0 | Centraal-Afrikaanse Republiek |  |
| 4 september 2022 «onderlinge duels» | Bidimbou 64' (pen.) |     |                               |  |

Congo-Brazzaville plaatst zich voor het hoofdtoernooi.
|                                     |                    |     |          |  |
| 28 augustus 2022 «onderlinge duels» | Equatoriaal-Guinea | 1–0 | Kameroen |  |
| 28 augustus 2022 «onderlinge duels» | Pedro Oba 23'      |     |          |  |

|                                     |                     |     |                    |  |
| 3 september 2022 «onderlinge duels» | Kameroen            | 2–0 | Equatoriaal-Guinea |  |
| 3 september 2022 «onderlinge duels» | Kaiba 42' Marou 44' |     |                    |  |

Kameroen plaatst zich voor het hoofdtoernooi.
|                                     |                     |     |                        |  |
| 28 augustus 2022 «onderlinge duels» | Tsjaad              | 2–1 | Congo-Kinshasa         |  |
| 28 augustus 2022 «onderlinge duels» | Djibrine 50' (pen.) |     | 17' Bossu 43' Kinzumbi |  |

|                                     |                                                  |     |        |  |
| 4 september 2022 «onderlinge duels» | Congo-Kinshasa                                   | 5–0 | Tsjaad |  |
| 4 september 2022 «onderlinge duels» | Makusu 31', 60' Mpia 65' Luzolo 82' Kinzumbi 90' |     |        |  |

Congo-Kinshasa plaatst zich voor het hoofdtoernooi.

### Oost-Centrale Zone
Er zijn in deze zone 9 deelnemende landen. Ze zijn ingedeeld in twee levels (I en II). De zes landen uit level II zullen in de eerste ronde tegen elkaar spelen. De drie winnaars gaan naar de tweede ronde. Daar zullen ze spelen tegen een land uit level I.
| Zone                        | Plaatsen  | Deelnemende landen          | Deelnemende landen                                                 | Gekwalificeerde landen        |
| --------------------------- | --------- | --------------------------- | ------------------------------------------------------------------ | ----------------------------- |
| Oost-Centrale Zone (CECAFA) | 3 plekken | Level I                     | Level II                                                           | - Soedan - Ethiopië - Oeganda |
| Oost-Centrale Zone (CECAFA) | 3 plekken | - Rwanda - Oeganda - Soedan | - Tanzania - Ethiopië - Burundi - Zuid-Soedan - Djibouti - Somalië | - Soedan - Ethiopië - Oeganda |

#### Eerste ronde
|                                 |          |     |             |                                     |
| 22 juli 2022 «onderlinge duels» | Ethiopië | 0–0 | Zuid-Soedan | Stade Benjamin Mkapa, Dar es Salaam |
| 22 juli 2022 «onderlinge duels» |          |     |             | Stade Benjamin Mkapa, Dar es Salaam |

|                                 |             |                                                                      |          |                                     |
| 28 juli 2022 «onderlinge duels» | Zuid-Soedan | 0–5                                                                  | Ethiopië | Stade Benjamin Mkapa, Dar es Salaam |
| 28 juli 2022 «onderlinge duels» |             | 32' Yusef 33' Gebremichael 66' (e.d.) Meeker 86' Mohammed 90' Bogale |          | Stade Benjamin Mkapa, Dar es Salaam |

Ethiopië plaatst zich voor de tweede ronde.
|                                 |         |              |          |                                     |
| 23 juli 2022 «onderlinge duels» | Somalië | 0–1          | Tanzania | Stade Benjamin Mkapa, Dar es Salaam |
| 23 juli 2022 «onderlinge duels» |         | 46' Suleiman |          | Stade Benjamin Mkapa, Dar es Salaam |

|                                 |                      |     |           |                                     |
| 30 juli 2022 «onderlinge duels» | Tanzania             | 2–1 | Somalië   | Stade Benjamin Mkapa, Dar es Salaam |
| 30 juli 2022 «onderlinge duels» | Suleiman 34' Job 64' |     | 47' Ahmed | Stade Benjamin Mkapa, Dar es Salaam |

Tanzania plaatst zich voor de tweede ronde.
|                                 |                         |     |              |                                     |
| 24 juli 2022 «onderlinge duels» | Burundi                 | 2–1 | Djibouti     | Stade Benjamin Mkapa, Dar es Salaam |
| 24 juli 2022 «onderlinge duels» | Muderi 17' Urasenga 78' |     | 34' Akinbinu | Stade Benjamin Mkapa, Dar es Salaam |

|                                 |               |     |         |                                     |
| 29 juli 2022 «onderlinge duels» | Djibouti      | 2–1 | Burundi | Stade Benjamin Mkapa, Dar es Salaam |
| 29 juli 2022 «onderlinge duels» | 52' 83'       |     | 43'     | Stade Benjamin Mkapa, Dar es Salaam |
| 29 juli 2022 «onderlinge duels» | Strafschoppen |     |         | Stade Benjamin Mkapa, Dar es Salaam |
| 29 juli 2022 «onderlinge duels» | 4–2           |     |         | Stade Benjamin Mkapa, Dar es Salaam |

Djibouti plaatst zich voor de tweede ronde.

#### Tweede ronde
|                                     |          |     |        |  |
| 26 augustus 2022 «onderlinge duels» | Ethiopië | 0–0 | Rwanda |  |
| 26 augustus 2022 «onderlinge duels» |          |     |        |  |

|                                     |        |             |          |  |
| 3 september 2022 «onderlinge duels» | Rwanda | 0–1         | Ethiopië |  |
| 3 september 2022 «onderlinge duels» |        | 22' Hotessa |          |  |

Ethiopië plaatst zich voor het hoofdtoernooi.
|                                     |          |             |         |  |
| 28 augustus 2022 «onderlinge duels» | Tanzania | 0–1         | Oeganda |  |
| 28 augustus 2022 «onderlinge duels» |          | 88' Mutyaba |         |  |

|                                     |                                         |     |          |  |
| 3 september 2022 «onderlinge duels» | Oeganda                                 | 3–0 | Tanzania |  |
| 3 september 2022 «onderlinge duels» | Waiswa 17' (pen.) Basangwa 56' Mato 76' |     |          |  |

Oeganda plaatst zich voor het hoofdtoernooi.
|                                     |          |     |                        |  |
| 26 augustus 2022 «onderlinge duels» | Djibouti | 1–4 | Soedan                 |  |
| 26 augustus 2022 «onderlinge duels» | Hassan   |     | Alsamani Muhamed Yaser |  |

|                                     |        |     |          |  |
| 2 september 2022 «onderlinge duels» | Soedan | 3–2 | Djibouti |  |
| 2 september 2022 «onderlinge duels» |        |     |          |  |

Soedan plaatst zich voor het hoofdtoernooi.

### Zuid Zone
Er zijn in deze zone 13 deelnemende landen. Ze zijn ingedeeld in twee levels (I en II). Bij de loting wordt een land uit level I gekoppeld aan de land in level II. De zes winnaars gaan naar de tweede ronde. Daar spelen weer steeds twee landen tegen elkaar, de winnaars daarvan gaan naar het hoofdtoernooi.
| Zone          | Plaatsen  | Deelnemende landen                                                  | Deelnemende landen                                                  | Gekwalificeerde landen             |
| ------------- | --------- | ------------------------------------------------------------------- | ------------------------------------------------------------------- | ---------------------------------- |
| Zuid (COSAFA) | 3 plekken | Level I                                                             | Level II                                                            | - Madagaskar - Angola - Mozambique |
| Zuid (COSAFA) | 3 plekken | - Zambia - Angola - Zimbabwe - Madagaskar - Swaziland - Zuid-Afrika | - Mozambique - Comoren - Mauritius - Botswana - Malawi - Seychellen | - Madagaskar - Angola - Mozambique |

#### Eerste ronde
|                                 |           |                                  |        |                                             |
| 24 juli 2022 «onderlinge duels» | Mauritius | 0–2                              | Angola | Complexe Sportif de Côte d'Or, Saint Pierre |
| 24 juli 2022 «onderlinge duels» |           | 13' Carneiro 65' (e.d.) Balisson |        | Complexe Sportif de Côte d'Or, Saint Pierre |

|                                 |        |     |           |                                |
| 30 juli 2022 «onderlinge duels» | Angola | 1–0 | Mauritius | Estádio 11 de Novembro, Luanda |
| 30 juli 2022 «onderlinge duels» | Megue  |     |           | Estádio 11 de Novembro, Luanda |

Angola plaatst zich voor de tweede ronde.
|                                 |         |           |             |                                             |
| 22 juli 2022 «onderlinge duels» | Comoren | 0–1       | Zuid-Afrika | Complexe Sportif de Côte d'Or, Saint Pierre |
| 22 juli 2022 «onderlinge duels» |         | 74' Shezi |             | Complexe Sportif de Côte d'Or, Saint Pierre |

|                                 |             |     |         |                            |
| 30 juli 2022 «onderlinge duels» | Zuid-Afrika | 0–0 | Comoren | Dobsonvillestadion, Soweto |
| 30 juli 2022 «onderlinge duels» |             |     |         | Dobsonvillestadion, Soweto |

Zuid-Afrika plaatst zich voor de tweede ronde.
|                                 |          |     |           |                                  |
| 23 juli 2022 «onderlinge duels» | Botswana | 0–0 | Swaziland | Francistown Stadion, Francistown |
| 23 juli 2022 «onderlinge duels» |          |     |           | Francistown Stadion, Francistown |

|                                 |                       |     |                     |                        |
| 31 juli 2022 «onderlinge duels» | Swaziland             | 2–2 | Botswana            | Orlandostadion, Soweto |
| 31 juli 2022 «onderlinge duels» | Gamedze 14' Mamba 51' |     | Tauyatswala Setsile | Orlandostadion, Soweto |

Botswana plaatst zich voor de tweede ronde.
|                                 |            |                      |            |                                             |
| 23 juli 2022 «onderlinge duels» | Seychellen | 0–1                  | Madagaskar | Complexe Sportif de Côte d'Or, Saint Pierre |
| 23 juli 2022 «onderlinge duels» |            | 24' Andrianarimanana |            | Complexe Sportif de Côte d'Or, Saint Pierre |

|                                 |                                      |     |            |                                 |
| 31 juli 2022 «onderlinge duels» | Madagaskar                           | 3–0 | Seychellen | Mahamasinastadion, Antananarivo |
| 31 juli 2022 «onderlinge duels» | Razanakoto 5', 90+3' Raherinaivo 68' |     |            | Mahamasinastadion, Antananarivo |

Madagaskar plaatst zich voor de tweede ronde.
|                                 |        |   |          |  |
| 23 juli 2022 «onderlinge duels» | Malawi | X | Zimbabwe |  |
| 23 juli 2022 «onderlinge duels» |        |   |          |  |

|                                 |          |   |        |  |
| 29 juli 2022 «onderlinge duels» | Zimbabwe | X | Malawi |  |
| 29 juli 2022 «onderlinge duels» |          |   |        |  |

Malawi plaatst zich voor de tweede ronde.
|                                 |            |     |        |                            |
| 24 juli 2022 «onderlinge duels» | Mozambique | 0–0 | Zambia | Estádio do Zimpeto, Maputo |
| 24 juli 2022 «onderlinge duels» |            |     |        | Estádio do Zimpeto, Maputo |

|                                 |        |          |            |                                 |
| 30 juli 2022 «onderlinge duels» | Zambia | 0–1      | Mozambique | National Heroes Stadium, Lusaka |
| 30 juli 2022 «onderlinge duels» |        | Lau King |            | National Heroes Stadium, Lusaka |

Zambia plaatst zich voor de tweede ronde.

#### Tweede ronde
|                                     |                            |     |             |                                |
| 28 augustus 2022 «onderlinge duels» | Angola                     | 2–0 | Zuid-Afrika | Estádio 11 de Novembro, Luanda |
| 28 augustus 2022 «onderlinge duels» | Danielson 13' Teixiera 68' |     |             | Estádio 11 de Novembro, Luanda |

|                                     |             |     |                                                              |                            |
| 4 september 2022 «onderlinge duels» | Zuid-Afrika | 1–4 | Angola                                                       | Dobsonvillestadion, Soweto |
| 4 september 2022 «onderlinge duels» | Nxumalo 5'  |     | 39' (e.d.) Lebusa 67' Gilberto 72' Jó Paciência 78' Danilson | Dobsonvillestadion, Soweto |

Angola plaatst zich voor het hoofdtoernooi.
|                                     |          |               |            |                                        |
| 27 augustus 2022 «onderlinge duels» | Botswana | 0–1           | Madagaskar | Obed Itani Chilumestadion, Francistown |
| 27 augustus 2022 «onderlinge duels» |          | 17' Razankoto |            | Obed Itani Chilumestadion, Francistown |

|                                     |            |     |          |                                 |
| 2 september 2022 «onderlinge duels» | Madagaskar | 1–1 | Botswana | Mahamasinastadion, Antananarivo |
| 2 september 2022 «onderlinge duels» |            |     |          | Mahamasinastadion, Antananarivo |

Madagaskar plaatst zich voor het hoofdtoernooi.
|                                     |             |     |             |                                   |
| 27 augustus 2022 «onderlinge duels» | Malawi      | 1–1 | Mozambique  | Bingu Nationaal Stadion, Lilongwe |
| 27 augustus 2022 «onderlinge duels» | Chester 22' |     | 8' Devrason | Bingu Nationaal Stadion, Lilongwe |

|                                     |            |     |        |                            |
| 4 september 2022 «onderlinge duels» | Mozambique | 0–0 | Malawi | Estádio do Zimpeto, Maputo |
| 4 september 2022 «onderlinge duels» |            |     |        | Estádio do Zimpeto, Maputo |

Mozambique plaatst zich voor het hoofdtoernooi.

## Gekwalificeerde landen
Marokko kwalificeerde zich, maar het land trok zich een aantal dagen voor de start van het toernooi terug. Algerije weigerde een rechtstreekse vlucht van Royal Air Maroc vanaf Rabat naar Constantine.
| Team              | Zone                           | Aantal deelnames (+ eerdere deelnames) |
| ----------------- | ------------------------------ | -------------------------------------- |
| Algerije          | Zone Noord 2 plekken +gastland | 2e (2011)                              |
| Libië             | Zone Noord 2 plekken +gastland | 5e (2009, 2014, 2018, 2020)            |
| Marokko           | Zone Noord 2 plekken +gastland | 5e (2014, 2016, 2018, 2020)            |
| Senegal           | Zone West A 3 plekken          | 3e (2009, 2011)                        |
| Mali              | Zone West A 3 plekken          | 5e (2011, 2014, 2016, 2020)            |
| Mauritanië        | Zone West A 3 plekken          | 3e (2014, 2018)                        |
| Ghana             | Zone West B 3 plekken          | 4e (2011, 2016, 2020)                  |
| Niger             | Zone West B 3 plekken          | 4e (2009, 2011, 2014)                  |
| Ivoorkust         | Zone West B 3 plekken          | 5e (2009, 2011, 2016, 2018)            |
| Congo-Kinshasa    | Centrale Zone 3 plekken        | 6e (2009, 2011, 2014, 2016, 2018)      |
| Congo-Brazzaville | Centrale Zone 3 plekken        | 4e (2014, 2018, 2020)                  |
| Kameroen          | Centrale Zone 3 plekken        | 5e (2011, 2016, 2018, 2020)            |
| Soedan            | Oost-Centrale Zone 3 plekken   | 3e (2011, 2018)                        |
| Ethiopië          | Oost-Centrale Zone 3 plekken   | 3e (2014, 2016)                        |
| Oeganda           | Oost-Centrale Zone 3 plekken   | 6e (2011, 2014, 2016, 2018, 2020)      |
| Madagaskar        | Zuid Zone 3 plekken            | 1e (debuut)                            |
| Angola            | Zuid Zone 3 plekken            | 4e (2011, 2016, 2018)                  |
| Mozambique        | Zuid Zone 3 plekken            | 2e (2014)                              |